# Präsidentschaftswahl im Iran 1985

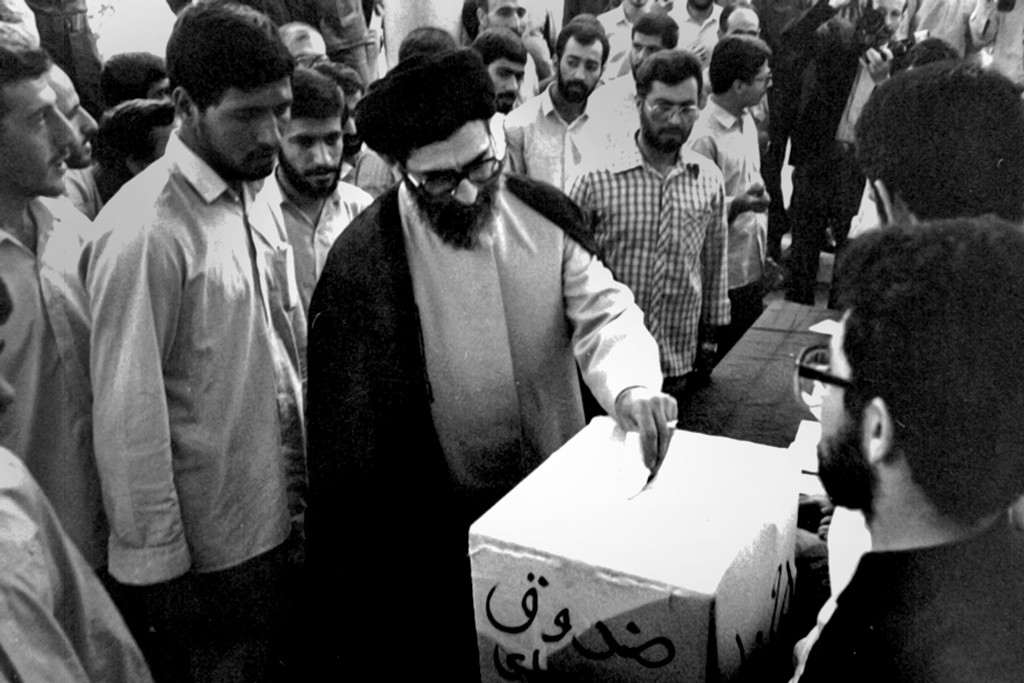
Präsidentschaftswahlen 1985: Ali Chamene'i bei der Stimmabgabe

Die Iranischen Präsidentschaftswahlen 1985 fanden am 16. August 1985 statt. Der amtierende Staatspräsident Seyyed Ali Chamene'i wurde im Amt bestätigt.

## Vorgeschichte
Die erneute Kandidatur Chameneis wurde erst kurz vor der Wahl und auf Drängen des Obersten Rechtsgelehrten Ajatollah Ruhollah Chomeini offiziell verkündet. Iran befand sich zu diesem Zeitpunkt im Ersten Golfkrieg. Nachdem Chamenei seine Kandidatur bekannt gegeben hatte, galt er als klarer Favorit. Zwei weitere Kandidaten, Habibollah Asgar-Owladi und Mahmoud Kashani wurden nominiert, Mehdi Bāzargān vor der Wahl vom Wächterrat disqualifiziert. Die Wahlbeteiligung lag bei 54,78 %. 

## Ergebnis
|                         | Stimmen    | Prozent |
| ----------------------- | ---------- | ------- |
| Seyyed Ali Chamene'i    | 12.205.012 | 85 %    |
| Mahmoud Kashani         | 1.402.953  | 9,85 %  |
| Habibollah Asgar-Owladi | 278.113    | 1,95 %  |
| Gesamt                  | 14.238.587 | 100 %   |